# Ca l'Escanya
Ca l'Escanya és una obra del municipi de Collsuspina (Moianès) inclosa en l'Inventari del Patrimoni Arquitectònic de Catalunya.

## Descripció
És un edifici refet en la seva totalitat amb una tipologia no característica de l'encontrada, però s'han cuidat tant la construcció com l'aportació de diferents elements artístics. La casa de mitjanes dimensions i teulada a dues vessants, té una torreta adossada a la cantonada esquerra de la façana principal. A la part posterior hi ha una lliça amb una llinda datada l'any 1774. A la façana principal i a la dreta hi ha un escut datat 1738, finestrals amb ferro forjat. Tot i ser fortificada, és de nova construcció.

## Història
La importància d'aquesta és dubtosa, ja que no es troba citada ni esmentada en l'escassa documentació que es refereix a Collsuspina. Tot i la profusió de diferents elements de distinta procedència, s'ha fet una reconstrucció molt acurada, conservant l'harmonia i la unitat del conjunt. La tipologia no és pròpia de les cases dels contorns si bé té present una sèrie d'elements (torreta, escut, etc) que en són pròpies.